# Tramonti di Sotto
Tramonti di Sotto (friuli nyelven Tramonç Disot) település Olaszországban, Friuli-Venezia Giulia régióban, Pordenone megyében. Lakosainak száma 327 fő (2023. január 1.). Tramonti di Sotto Castelnovo del Friuli, Clauzetto, Frisanco, Meduno, Preone, Socchieve, Tramonti di Sopra, Travesio, Verzegnis és Vito d’Asio községekkel határos.

## Népesség
A település lakossága az elmúlt években az alábbi módon változott:
| Lakosok száma | 372  | 367  | 327  |
|               | 2017 | 2018 | 2023 |